# Fomori
În mitologia celtică, Fomorii sau Fomorienii sunt niște ființe fabuloase care au populat Irlanda, în trecut. Asemănători cu titanii din mitologia greacă, ei au guvernat aceste tărâmuri înaintea zeilor. Ei erau după unele legende celtice niște zei ai haosului și ai naturii sălbatice, în opoziție cu Tuatha De Danann, grupul zeilor ce reprezintă civilizația umană. Fomorii pot reprezenta totodată zeii vechii populații care a existat înainte de poporul "Goidelic" Irlanda. 
Conform textelor din "Lebor na hUidre" ("Cartea vacii cenușii"), fomorii aveau trup de om și cap de capră sau aveau un ochi, o mână și un picior. Unii din ei, cum ar fi Elatha, tatăl lui Bres erau însă chiar frumoși. Se spune că fomorii au invadat Irlanda cu 200 de ani înaintea venirii oamenilor lui Partholon în această insulă, deci înainte de potop. Istoricul și poetul irlandez Geoffrey Keating prezintă o tradiție celtică care susținea că fomorii au sosit conduși de Ciocal și s-au hrănit cu pești și păsări până la venirea lui Partholon de la care au preluat plugul și creșterea vitelor. Este posibil ca aceată legendă să relateze o transformare a unui popor mezolitic de vânători și pescari într-un popor de agricultori. Partholon l-a învins pe Ciocal în bătălia de la Mag Ithe, dar oamenii au murit mai târziu din cauza ciumei. Mai târziu a venit poporul lui Nemed, după aproape 30 de ani de la moartea lui Partholon și a alor săi și au întâlnit fomorii. Nemezii i-au învins pe fomori în diferite bătălii și i-au ucis pe coducătorii lor Gann și Sengann. Aceasta a dus însă la ridicarea la tron a altor doi regi fomori: Conand, fiul lui Faebar și Morc, fiul lui Dela. După moartea lui Nemed, acești conducători fomori i-au robit poporul și le-a pretins oamenilor un greu tribut: să le ofere lor o treime din copii, din grâne și din vite. Fergus Lethderg, fiul lui Nemed a adunat o armată de 60 000 de oameni, a distrus Turnul lui Conand și l-a învins pe acesta. În lupta cu Morc, armata lui Fergus a avut de înfruntat o uriașă flotă inamică. Au existat mari pierderi pentru ambele tabere. Apa mării s-a ridicat atunci și a înecat mulți din supraviețuitorii războiului. Doar 30 de nemezi au reușit să supraviețuiască pe o singură corabie și s-au împrăștiat în diferite colțuri ale lumii. Următoarea invazie a Irlandei, cea a lui Fir Bolg nu a cunoscut ura fomorilor. Ultimul exod este cel al zeilor Tuatha De Danann, despre care se spune că sunt creatorii lumii și că venind în Irlanda, s-au îndrăgostit atît de tare de aceste pământuri încât au ars corăbiile cu care au venit pentru a nu se mai întoarce. Într-un război cu poporul Fir Bolg, Nuada regele zeilor Tuatha De Danann își pierde o mână, iar tradiția îi interzice să mai fie conducător în aceste condiții. Se alege drept nou rege, Bres, fiu al unui fomor, Elatha, și al unei zeițe, Eriu, un tânăr de o frumusețe uimitoare. Dar acesta simțindu-se mai mult fomor decât Tuatha De Danann, devine un rege rău copleșindu-i pe zeii nou veniți cu impozite și supunându-i unor continue umilințe. Din această cauză, Nuada își reia tronul după ce i se fabrică o mână de argint. 

## Listă de fomori
- Balor
- Bres
- Bressail mac Elatha
- Buarainech
- Cethlenn
- Cichol Gricenchos
- Conand
- Corb
- Drow
- Elatha
- Ethniu
- Puca
- Sengann
- Tethra